# The Evil Inheritance
The Evil Inheritance est un film muet américain réalisé par Allan Dwan et sorti en 1912.

## Fiche technique
- Réalisation : Allan Dwan
- Date de sortie :
  - États-Unis : 24 juin 1912

## Distribution
- Jack Richardson
- George Periolat : le père
- Louise Lester : la mère
- J. Warren Kerrigan